# Petkovec
Petkovec – wieś w Słowenii, w gminie Logatec. W 2018 roku liczyła 476 mieszkańców.